# Outre-Forêt

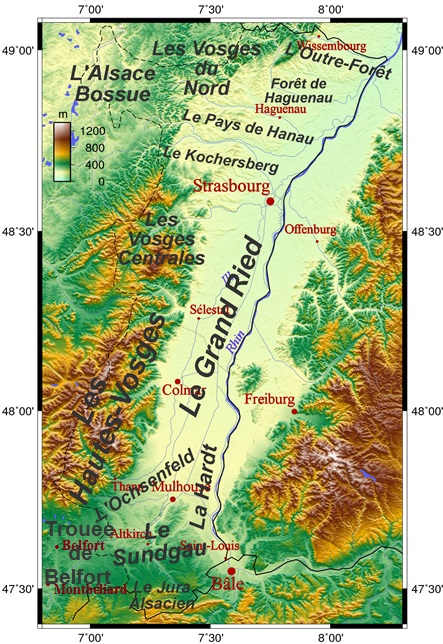
Les régions naturelles alsaciennes.

L'Outre-Forêt (en alsacien Unteremwàld) est une région naturelle située à l'extrême nord de l'Alsace, à proximité de la frontière avec le Palatinat (Allemagne). 
La préposition du nom français indique la situation géographique à l'est d'une forêt, la préposition du nom alsacien la position au-dessous d'une forêt. Alors, « la forêt » est la montagne des Vosges du Nord. Les deux grands bois voisins dans la plaine du fossé rhénan, la forêt de Haguenau au sud et le Bienwald au nord, ne sont éponymes pas. La region est limitée au nord par la Lauter, à l'est par le Rhin, à l'ouest par le cours inférieur du Falkensteinerbach, mais sans marquage précis. Zone frontalière marquée par l'histoire, à l'écart des grands axes[pas clair] mais aussi des itinéraires touristiques les plus convenus, elle a préservé ses propres traditions : architecture à colombages fortement représentée, poterie originale, production viticole excentrée par rapport au vignoble d'Alsace.

## Géographie
L'Outre-Forêt est délimitée par la forêt de Haguenau au sud, le Bienwald au nord, les contreforts boisés des Vosges du Nord (parc naturel régional des Vosges du Nord) à l'ouest et le Rhin à l'est.
L'aire est comprise entre la vallée de la Lauter et les cônes sableux de la Sauer et de la Moder.
C'est un pays de collines surbaissées dont l'altitude reste modeste : la cote de Surbourg atteint 217 m, à comparer à la côte la plus basse sur les bords du Rhin avec environ 110 m d'altitude. À l'ouest, le vignoble de Cleebourg s'étend en pente douce sur des coteaux où les moines bénédictins de l'abbaye de Wissembourg avaient planté des vignes au Moyen Âge.
Contrastant avec les zones forestières et les prés voisins, c'est un Ackerland, un pays de labours propice à la polyculture, grâce à sa couverture limoneuse.
Ce paysage de basses collines s'étend au-delà de la frontière mais sa composition change à la faveur d'une culture agricole plus diversifiée et de parcelles plus petites.

## Mobilités
Les communautés de communes sont devenues Autorités organisatrices de la mobilité.

## Spécificité linguistique
Une partie de l'Outre-Forêt correspondant territorialement aux deux tiers Nord de l'arrondissement de Wissembourg constitue la seule aire de francique méridional palatin d'Alsace.

## Histoire

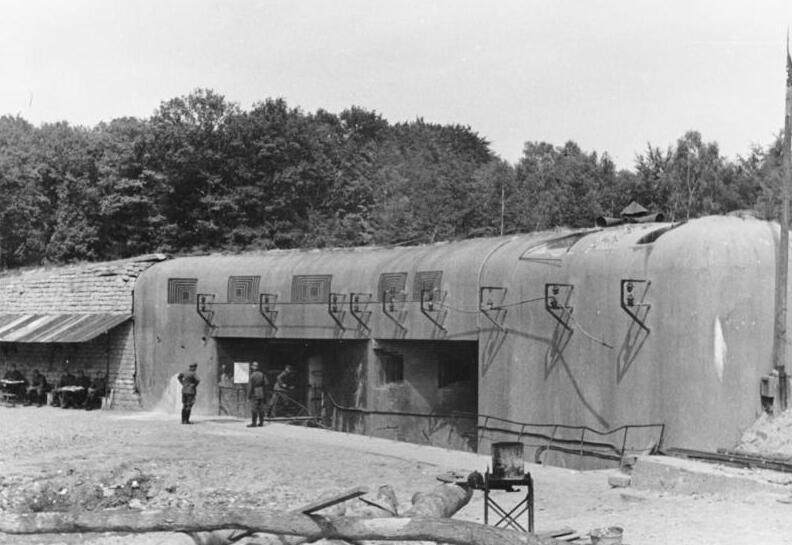
Le fort de Schœnenbourg en août 1940.

Comme en témoignent notamment les nombreux châteaux forts du Fleckenstein, Hohenbourg, Froensbourg, Wasigenstein et d'autres, les monuments des batailles de 1870 à Wissembourg et le Musée de la bataille du 6 août 1870, les ouvrages de la ligne Maginot, ceux de l'ouvrage de Schœnenbourg ou le Four-à-Chaux de Lembach, ainsi que le musée de l'Abri à Hatten, la région fut le théâtre d'une histoire mouvementée.

## Traditions

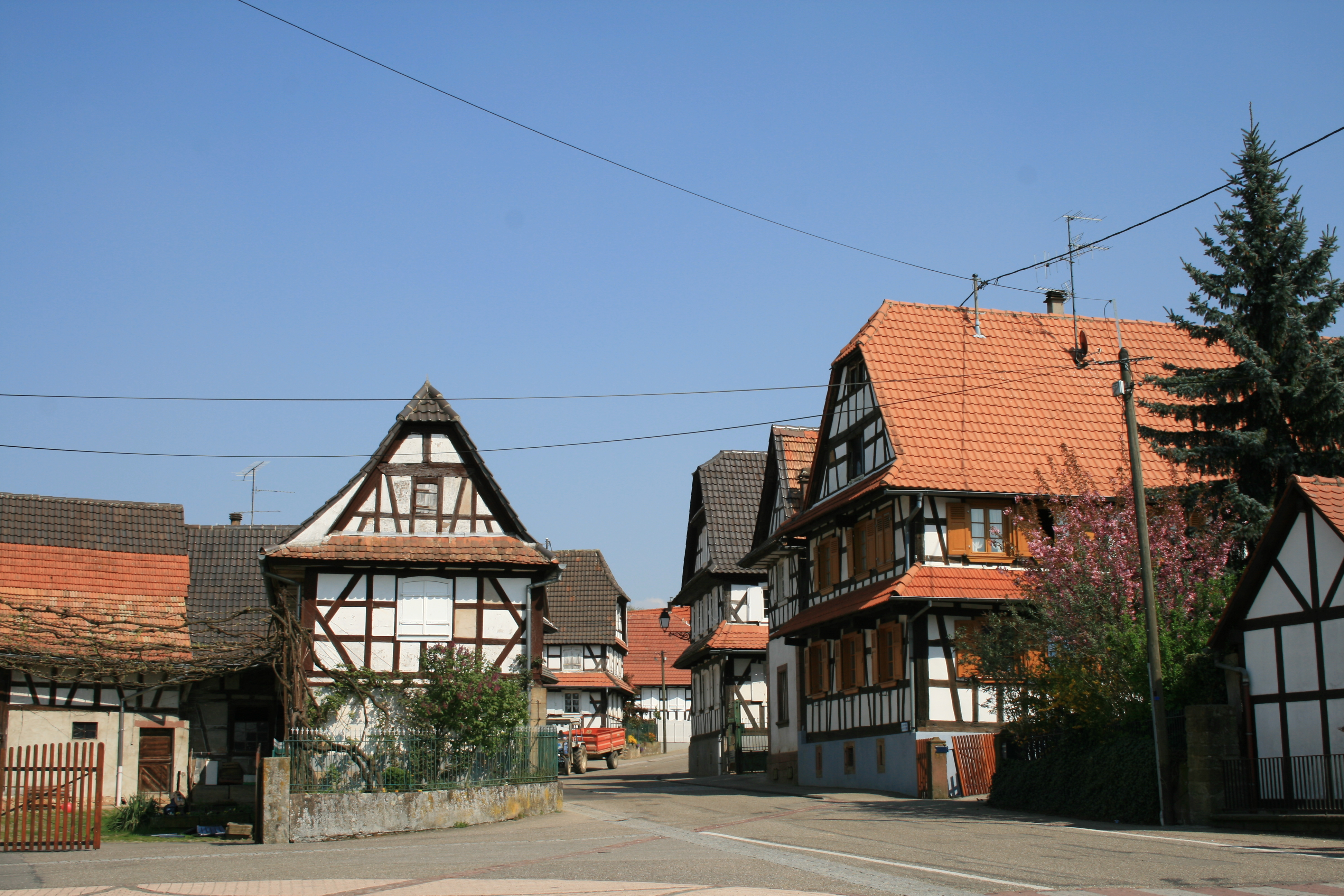
Vue de Hunspach.

Longtemps relativement isolée – la forêt de Haguenau constituant un obstacle avant l'arrivée de l'automobile – la région a préservé plus qu'ailleurs ses traditions, notamment en matière d'habitat. Alors que dans d'autres parties de l'Alsace les maisons à colombages ont pris des couleurs, ici le blanc reste de rigueur. Dans certains villages, tels que Hunspach, on observe une remarquable homogénéité architecturale, dans d'autres les maisons typiques voisinent avec des constructions modernes, mais l'ensemble reste coquet et abondamment fleuri. 
On y porte encore volontiers le costume traditionnel aux grandes occasions et des fêtes paysannes telles que la Streisselhochzeit – mariage traditionnel – de Seebach restent très populaires.
Un musée d'arts et de traditions populaires, la Maison rurale de l'Outre-Forêt à Kutzenhausen, rend hommage à la vie rurale de la région au début du XXe siècle.

## Économie

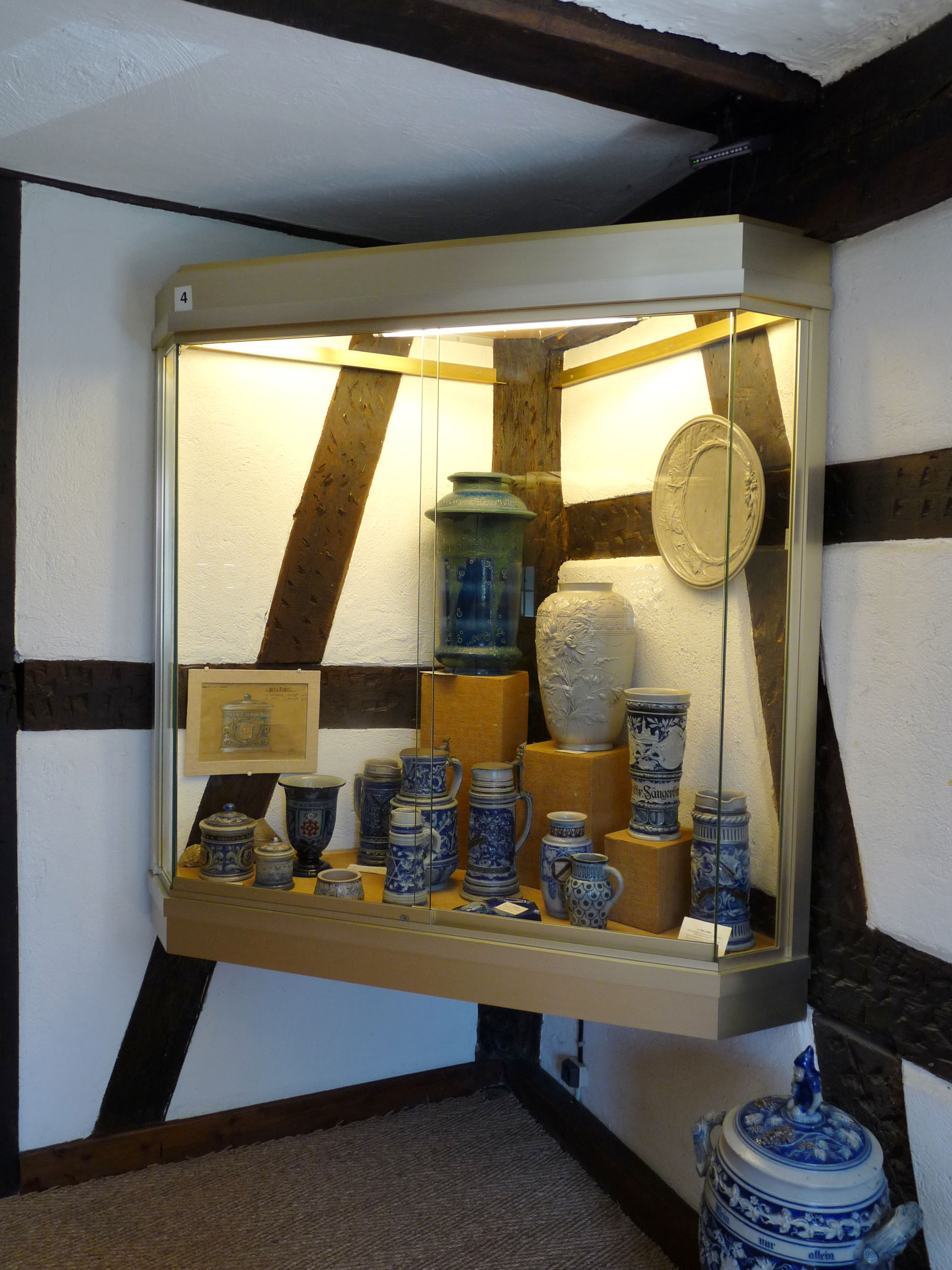
Musée de la poterie de Betschdorf.

Depuis le Néolithique, on façonne des poteries dans la région, une tradition perpétuée à Betschdorf où le Musée de la poterie présente une belle collection d'objets en grès au sel, aisément reconnaissables à leurs couleurs, le gris de l'argile et le bleu de cobalt.
Le Musée du pétrole de Merkwiller-Pechelbronn confirme que la région fut pionnière de l'industrie pétrolière dans le monde.

### Énergie
La géothermie profonde fait son apparition à Soultz-sous-Forêts, et à Rittershoffen avec sa centrale géothermique.